# Шлик, Ян Альбин
Ян Альбин Шлик (чеш. Jan Albín Šlik; 1579—1640, Цвиккау, Саксония, Священная Римская империя) — чешский политический деятель. Принадлежал к знатной семье, владевшей обширными землями в Западной Чехии, родился в семье Криштофа II Шлика и Катерины Хржановой. В 1617 году проголосовал за избрание королём Чехии Фердинанда Габсбургского, но годом позже поддержал восстание сословий и стал членом нового правительства — Директории. В 1619 году поддержал Иоганна Георга Саксонского в качестве кандидата в короли. После поражения в 1620 году бежал во Франконию, благодаря чему спас свою жизнь. Его владения были конфискованы.
С 1609 года Шлик был женат на Иоганне из Виденфельса. В этом браке родились сыновья Криштоф Карел (1611—1633) и Яхим Ондржей (1618—1666).